# Paradis
Pour les articles homonymes, voir Paradis (homonymie).

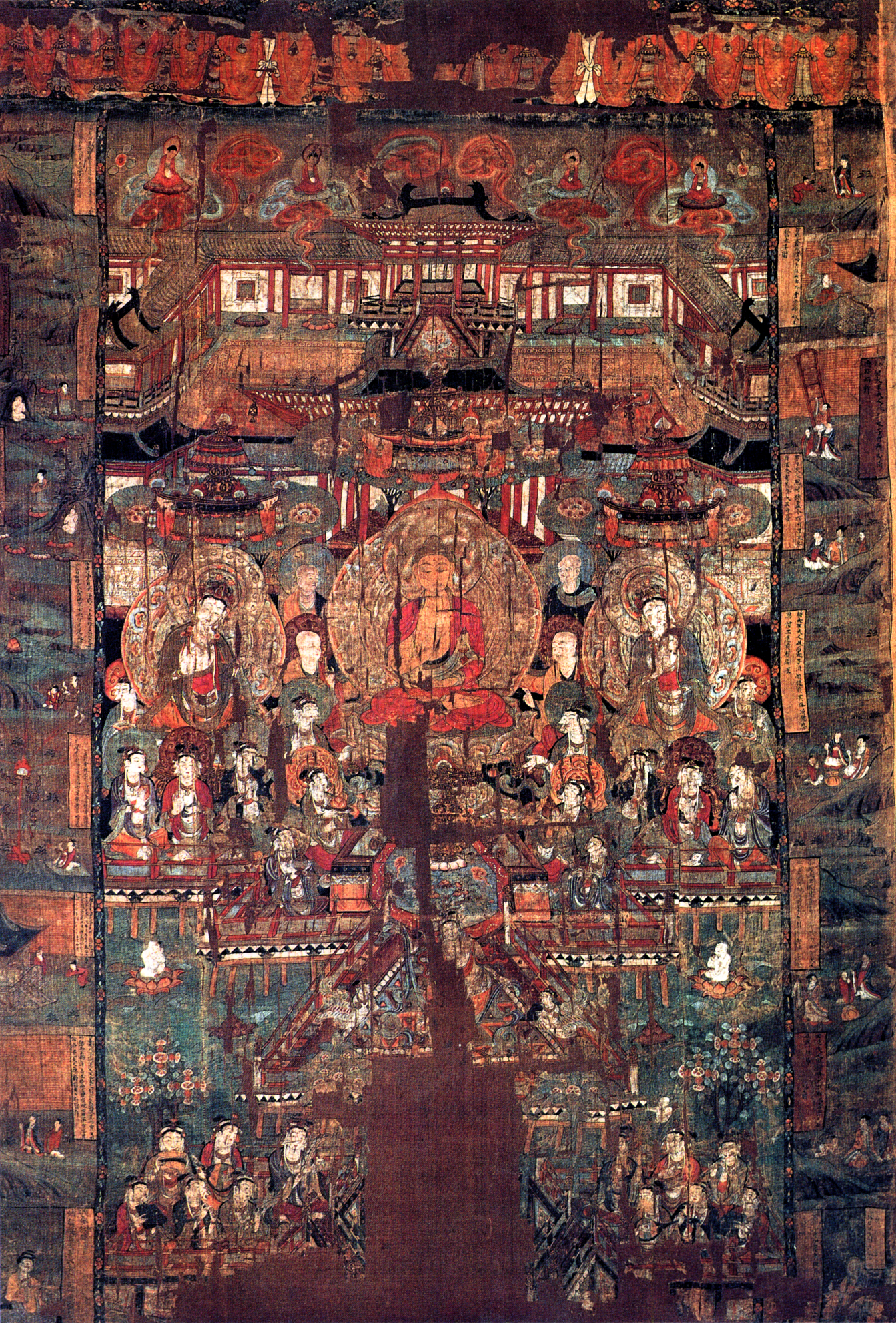
Paradis, peinture sur soie, dynastie Tang (618-907), British Museum.

Le paradis est le « lieu de séjour où, dans les différentes traditions, les âmes se retrouvent après la mort ». Dans son acception large, le concept de paradis est présent dans presque toutes les religions.
Dans le christianisme, le paradis est aussi appelé jardin d'Éden et représente souvent le lieu final où les humains seront récompensés de leur foi. C'est un concept important présenté au début de la Bible, dans le livre de la Genèse. Il a donc un sens particulier pour les religions dites abrahamiques. Ces croyants parlent aussi du « Royaume de Dieu » qui sera manifesté à la fin du monde.
Un concept semblable, le nirvāna, existe dans l'hindouisme, le jaïnisme et le bouddhisme, même s'il représente dans ce cas davantage un état spirituel qu'un lieu physique.

## Étymologie et emplois du terme
Le terme paradis est issu de l'avestique, qui fait partie des langues iraniennes orientales et dans laquelle pairidaēza, signifie enceinte royale ou nobiliaire. Le terme se transmet ensuite au persan (pardēz, voulant dire enclos), puis au grec ancien παράδεισος (« paradeisos » signifiant un parc clos où se trouvent des animaux sauvages) pour aboutir enfin au latin chrétien (paradisus). Il apparaît pour la première fois vers -370 chez Xénophon, dans l’Anabase, pour désigner un grand parc peuplé d'animaux sauvages que le roi de Perse Cyrus le Grand avait fait installer pour pouvoir y chasser.
Selon son acception première dans le monde gréco-romain, le terme latin commun pǎrǎdīsus désigne un jardin d'agrément.
Avec Augustin d'Hippone, le terme latin évoque de manière plus imagée et plus large un « lieu de bonheur spirituel ». La forme savante médiévale paradis remplace la forme pareïs à la fin du XIe siècle.
Attesté dès la fin du XIIe siècle par la graphie parewis de Marie de France, le mot ancien français parvis s'applique à l'espace situé devant une église, en général entouré d'une balustrade ou de portiques.
Attesté en France en 1606, le paradis représente la galerie supérieure d'un théâtre ou, de manière générale, les places situées en hauteur pour assister à un spectacle.

## Religions mésopotamiennes

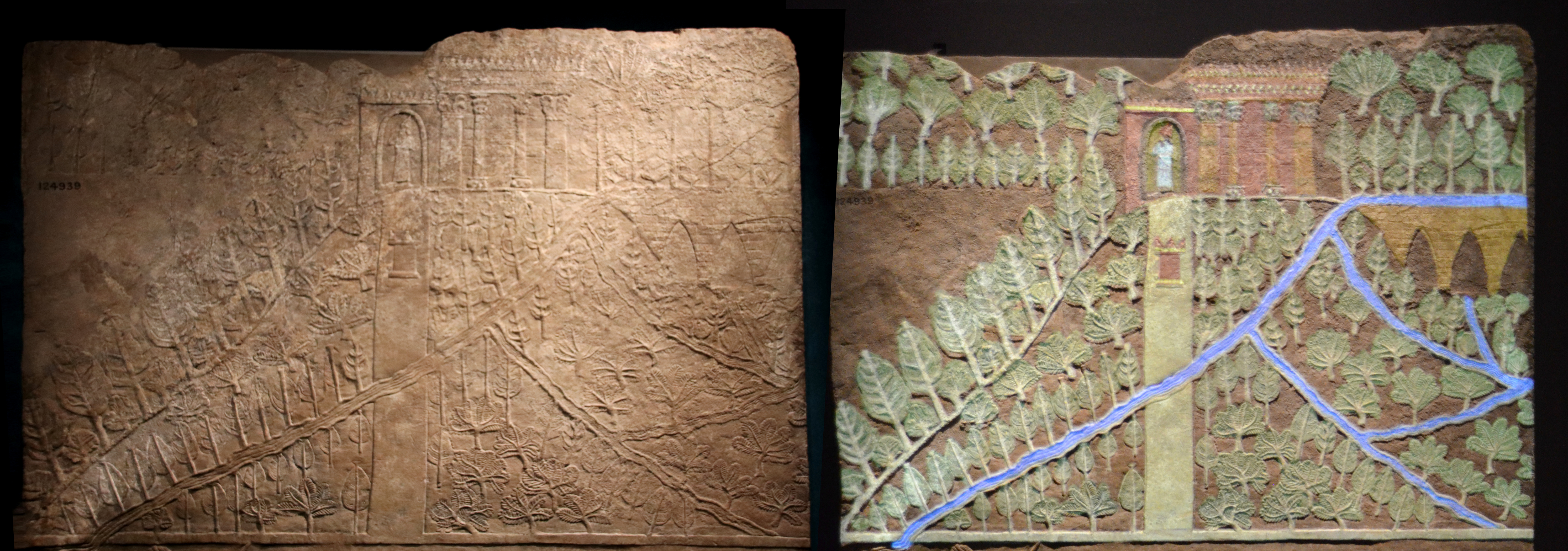
Les jardins du roi Assurbanipal à Ninive, avec reconstitution des couleurs d'origine, British Museum.

Lorsqu'un roi perse voulait honorer quelqu'un qui lui était cher, il le nommait « compagnon du jardin », et lui donnait le droit de marcher dans le jardin en sa compagnie. On trouve probablement un écho de cette pratique dans la Bible, où Dieu est décrit à l'image du roi: « ils entendirent le Seigneur Dieu qui se promenait dans le jardin au souffle du jour » (Gn 3:8).
Dans la Bible, l'apparition du jardin en Éden, bien que d'une grande sobriété dans sa description contrastant avec la luxuriance des jardins orientaux, doit à la civilisation perse : le mot Eden apparait dans plusieurs langues sémitiques pour désigner une plaine fertile ou une terre arable. Le terme perse pairi daēsa désignait le parc de la résidence de Cyrus le Grand (VIe siècle av. J.-C.) — auquel les hébreux doivent la fin de leur captivité à Babylone — à travers lequel passait le fleuve Méandre et où l'on trouvait un jardin d'agrément, un verger et un domaine réservé à la chasse.
Dans la croyance mésopotamienne, tous les morts se retrouvent aux Enfers, sans espoir de salut, où ils vivent une existence morne et ténébreuse, condamnés à se nourrir de poussière et d'eau boueuse, incapables de subvenir à leurs besoins sans l'aide des vivants. Il ne semble pas exister de jugement post-mortem — inutile en l'absence de théologie sotérologique — et seules les divinités échappent au « Pays du non-retour ». Il existe une exception notable au sort partagé par tous les humains, celui de Uta-Napishtim, seul humain à atteindre la vie éternelle grâce à la plante de vie.
Néanmoins, les mythes orientaux ont toujours accordé une grande place aux jardins et aux éléments qui le composent, arbres, plantes et eau. Le souverain mythologique perse de l'âge d'or réside dans un jardin en hauteur où poussent des arbres magiques dont l'arbre de vie et d'où coule l'eau de la vie qui rend la terre fertile. On retrouve la figuration symbolique de ces jardins mythologiques dans les temples mésopotamiens qui coiffent les ziggurats : dans un jardin suspendu où ruisselle l'eau d'une vasque à côté de laquelle se tient un serpent, des arbres de diverses essences, parmi lesquels l'arbre de la vie qui ouvre la porte du ciel font le cadre de la couche nuptiale des dieux. Dans l'épopée de Gilgamesh, le héros mésopotamien, à la quête de la plante de la vie qui confère l'immortalité, rejoint un jardin dont les feuillages sont en lapis-lazuli et les fruits en rubis.

## Religions gréco-romaines

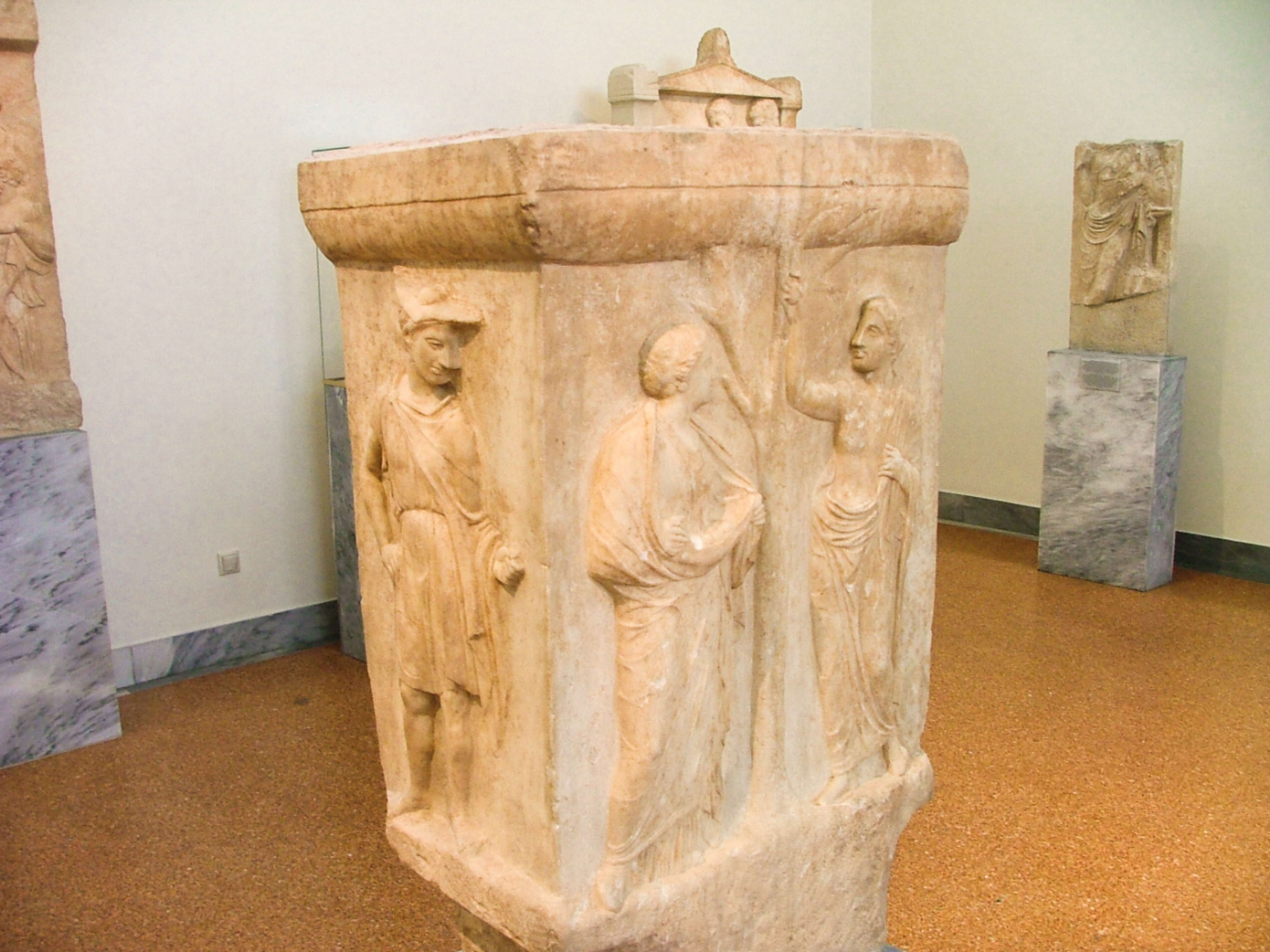
Allégorie des champs Élysées, vase de marbre, Ve siècle av. J.C., Musée national archéologique d'Athènes.

Xénophon raconte dans l’Anabase qu'à Sardes, en Asie Mineure, où Cyrus le Jeune a concentré le corps expéditionnaire des mercenaires grecs destiné à l'aider à reconquérir le pouvoir, ce dernier leur fait visiter son jardin. Les Grecs sont éblouis, ils ne connaissent rien de semblable. Pour nommer cette splendeur, Xénophon emploie le mot perse pour jardin entouré de murs : paradeisos.
Les descriptions de l'au-delà dans la mythologie gréco-romaine ne sont pas uniformes, selon qu'on se réfère à Homère ou Virgile.
Dans le mythe d'Er, Platon expose les conceptions populaires de l'après-vie en offrant une description fort concrète des punitions corporelles graduées qui attendent les méchants après la mort, alors que les personnes qui ont mené une vie bonne ont accès à la félicité. Il est le premier auteur à marquer la séparation géographique de l'enfer, du purgatoire et du paradis. Alors que les méchants sont envoyés vers la gauche, dans une ouverture qui les mène aux enfers souterrains (le Tartare), les justes sont invités à prendre « la route qui montait à droite à travers le ciel », dans un endroit d'une beauté indicible, se réjouissant « de partir dans la prairie pour y camper comme dans une assemblée de fête ».
Ce séjour de félicité est traditionnellement désigné comme les champs Élysées ou les Îles des Bienheureux. Les élus y vivent dans un printemps éternel, sur une terre féconde qui produit trois récoltes par an, dans l'insouciance et l'oisiveté. Suivant Virgile, les élus ont en commun l'importance des services rendus à la communauté et on retrouve parmi eux des fondateurs de ville, de grands guerriers, des prêtres, des poètes ou encore des artistes. Ces visions imagées de l'au-delà étaient cependant loin de faire consensus, comme l'atteste par exemple le scepticisme de Juvénal qui parle de fables auxquelles nul ne pourrait croire excepté les nourrissons.

## Judaïsme
Le sheol est un lieu mentionné dans la Torah et où séjournent les âmes des croyants, en vue de leur disparition finale dans les derniers temps.

## Christianisme
Dans la religion chrétienne, il y a deux paradis : le paradis terrestre et le paradis céleste.

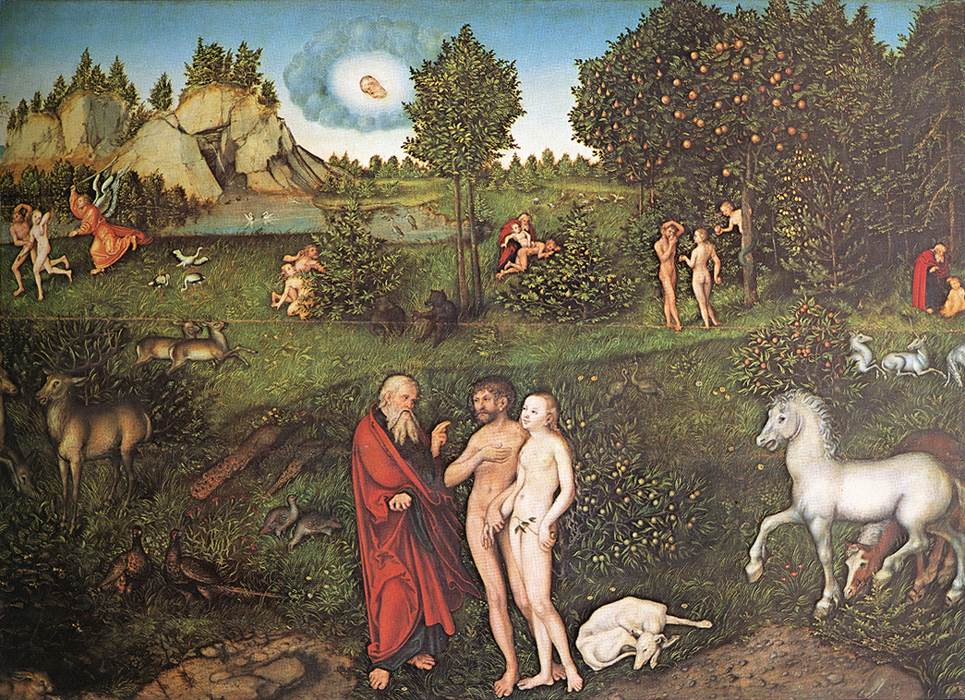
Adam et Ève au paradis dans un tableau de Lucas Cranach.

### Catholicisme
Le Nouveau Testament (écrit en grec), utilise le mot « paradis ».
Le paradis désigne, dans le catholicisme, le lieu où les âmes des justes se rendront après leur mort pour retrouver une pleine communion avec Dieu. Il faut distinguer deux étapes : avant et après le Jugement dernier.
Les défunts qui atteignent le paradis prennent le nom de saints. Avant le jugement dernier, l’âme des saints rejoint Dieu dans une union béatifique. Ils le voient dans toute sa splendeur et se trouvent dans un état de contemplation vis-à-vis de lui, étant comblé par sa perfection.
Une fois l’apocalypse terminée, Jésus reviendra sur Terre et rassemblera toutes les nations et les hommes qui un jour vécurent pour séparer les justes, promis au Paradis, des pécheurs non repentis, destinés à être séparés éternellement de lui.

### Protestantisme
Dans le christianisme évangélique, le paradis est le lieu promis par Jésus-Christ pour les chrétiens qui auront été justifiés par la foi et la grâce.

## Islam

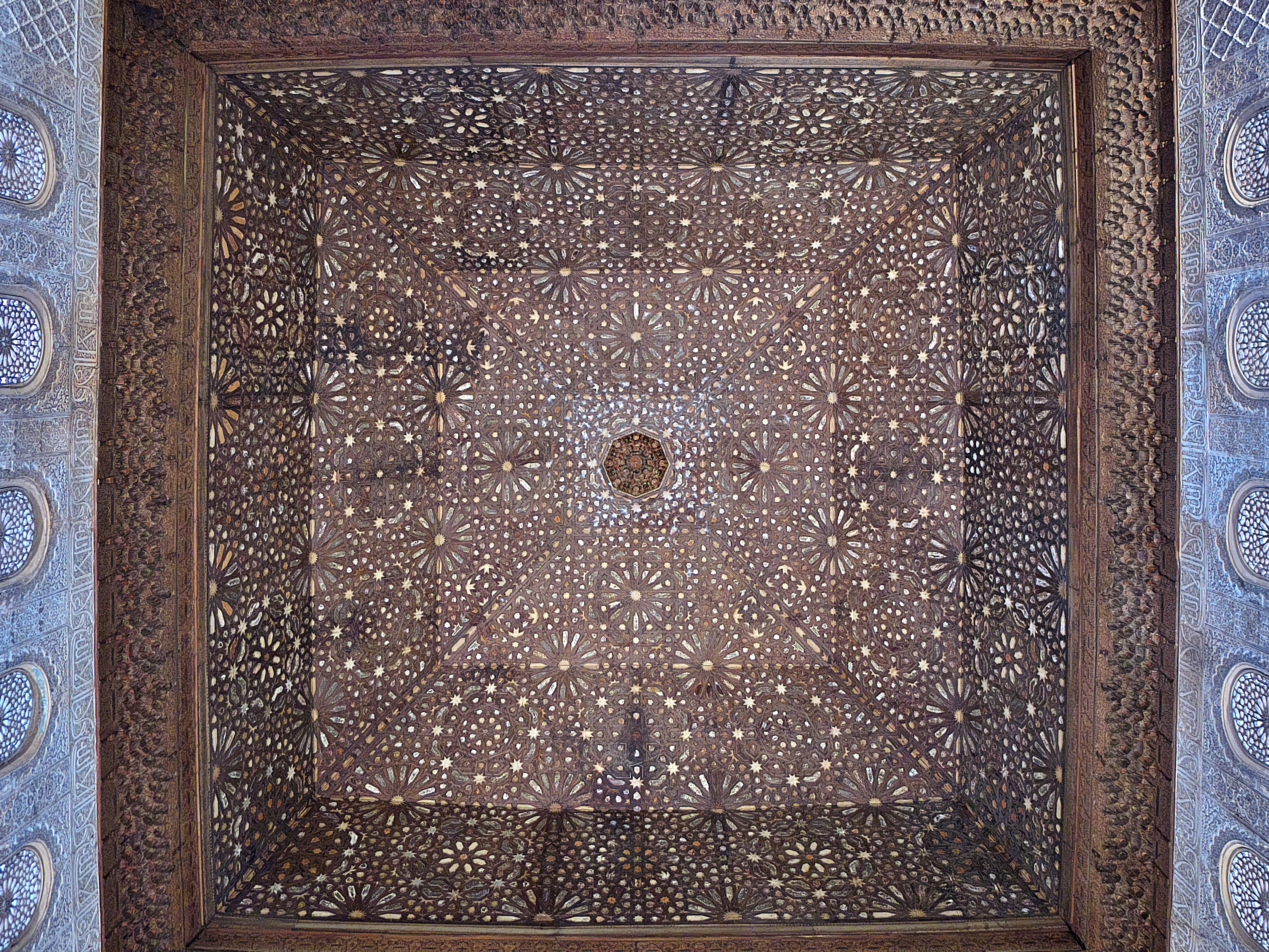
Le Paradis, plafond du salon des Ambassadeurs, Alhambra (Grenade), architecture mauresque du XIVe siècle.

Dans le Coran, la notion de paradis peut évoquer le paradis originel dans lequel vivait Adam, dans une conception très proche de celle du Livre de la Genèse, mais aussi des jardins dans lesquels vont les croyants après leur mort. Cette conception est quant à elle différente de la conception biblique du Paradis. En effet, une description aussi précise d'une « géographie céleste » est absente du judaïsme et du christianisme. Elle « constitue une originalité fondamentale de l'eschatologie musulmane ». Ce lieu extraordinaire et incommensurable est réservé, selon le Coran et la tradition islamique, aux croyants préislamiques et aux musulmans pieux dans l'Au-delà pour l'éternité.
Dans le Coran se trouvent de nombreuses mentions du paradis promis aux croyants. Le texte les décrit avec leurs beautés. Les croyants y seront servis par des belles personnes, ils porteront de beaux vêtements. Y sont décrits les étoffes, les pierres précieuses, les parfums. À l'inverse, « les descriptions de la topographie paradisiaque sont au contraire peu précises ». Toute une littérature s'est développée sur ce sujet, jusqu'à nos jours. Elle décrit ses portes, les créatures célestes… « jusqu'au mobilier du paradis ». De « [t]rès nombreux sont les hadîths consacrés au paradis et à la vie paradisiaque. Leur tendance dominante est un littéralisme qui insiste sur la réalité et le détail des délices sensibles ». Pour Boisliveau, l'histoire du texte coranique permet de comprendre les différentes interprétations. À propos de la description paradisiaque de la sourate 37, une première strate évoquerait des délices fruitiers, tandis qu'une plus récente aurait intégré des plaisirs sexuels, sous l'influence peut-être de textes zoroastriens.

## Hindouisme
Selon Jean Herbert, indianiste français, « enfers et paradis ne sont considérés dans l’Inde que comme des lieux de résidence temporaire où nous allons dans certains cas recueillir la rétribution de nos bonnes et de nos mauvaises actions qui n’ont pas encore porté leurs fruits. « Un paradis qui serait éternel est une contradiction » [selon Vivekananda], et de même pour l’enfer. Certains textes, pris littéralement (par exemple la Bhagavad-Gita, I, 44), semblent indiquer le contraire, mais tous les commentateurs et, ce qui est plus important, tous les sages sont catégoriques. Ce caractère non éternel s’explique en particulier par deux considérations d’ordre logique. La première, c’est que puisque ces séjours ont un début, ils doivent, comme tout ce qui a un début, avoir aussi une fin. La seconde, c’est que les actions dont est capable l’homme étant nécessairement limitées, finies, et ne pouvant être infinies, leurs conséquences ne peuvent avoir le caractère d’infinité qu’elles n’ont pas elles-mêmes. La durée des châtiments et récompenses de ces actions humaines est donc forcément limitée et proportionnelle ».

## Bouddhisme
Dans le bouddhisme, il existe plusieurs Cieux (voir la cosmologie bouddhiste), qui font toujours partie du samsara (réalité illusoire).